# أوسولي-سيبيرسكوي
أوسوليي-سيبيرسكويي (الروسية: Усолье-Сибирское) هي إحدى مدن روسيا في الكيان الفدرالي الروسي إركوتسك أوبلاست.

## المناخ
يظهر الجدول التالي التغييرات المناخية على مدار السنة لأوسوليي-سيبيرسكويي:
| الشهر                             | يناير     | فبراير    | مارس     | أبريل    | مايو     | يونيو    | يوليو     | أغسطس    | سبتمبر   | أكتوبر   | نوفمبر   | ديسمبر    | المعدل السنوي |
| --------------------------------- | --------- | --------- | -------- | -------- | -------- | -------- | --------- | -------- | -------- | -------- | -------- | --------- | ------------- |
| متوسط درجة الحرارة الكبرى °م (°ف) | −19 (−2)  | −15 (5)   | −5 (23)  | 8 (46)   | 15 (59)  | 22 (72)  | 24 (75)   | 21 (70)  | 14 (57)  | 6 (43)   | −5 (23)  | −14 (7)   | 4 (40)        |
| متوسط درجة الحرارة الصغرى °م (°ف) | −27 (−17) | −25 (−13) | −18 (0)  | −7 (19)  | 3 (37)   | 9 (48)   | 12 (54)   | 10 (50)  | 4 (39)   | −5 (23)  | −16 (3)  | −24 (−11) | −7 (19)       |
| الهطول مم (إنش)                   | 5 (0.2)   | 10 (0.4)  | 10 (0.4) | 20 (0.8) | 25 (1.0) | 50 (2.0) | 100 (3.9) | 70 (2.8) | 40 (1.6) | 25 (1.0) | 15 (0.6) | 15 (0.6)  | 385 (15.3)    |
| المصدر: Yandex Pogoda             |           |           |          |          |          |          |           |          |          |          |          |           |               |

## أعلام
- ألبرت بيكيف